# Relacions exteriors d'Estònia
La República d'Estònia va obtenir la seva independència de l'Imperi Rus el 24 de febrer de 1918 i va establir relacions diplomàtiques amb nombrosos països a través de la seva adhesió a la Societat de Nacions. La incorporació forçosa d'Estònia a la Unió Soviètica el 1940 no va ser reconeguda per la major part de la comunitat internacional, i el servei diplomàtic estonià va continuar operant en alguns països.
Després de la restauració de la independència respecte a la Unió Soviètica, Rússia va ser una de les primeres nacions a tornar a reconèixer la independència d'Estònia (el primer país a fer-ho va ser Islàndia, el 22 d'agost de 1991). La prioritat immediata d'Estònia després de recuperar la seva independència va ser aconseguir la retirada de les forces russes (anteriorment soviètiques) del seu territori, la qual cosa es va completar l'agost de 1994. No obstant això, les relacions amb Moscou han continuat sent tenses, principalment perquè Rússia va decidir no ratificar el tractat fronterer que havia signat amb Estònia el 1999.

## Tendències després de la independència

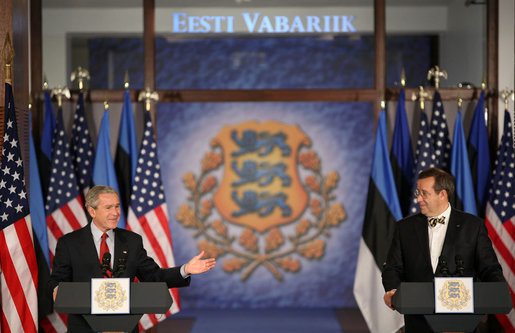
El president Toomas Hendrik Ilves i el president George W. Bush, a Estònia el 2006.

Des que va recuperar la seva independència, Estònia ha seguit una política exterior d'estreta cooperació amb les nacions d'Europa Occidental. Els dos objectius polítics més importants en aquest àmbit han estat l'ingrés a l'OTAN i a la Unió Europea, assolits el març i el maig de 2004, respectivament. L'alineament internacional d'Estònia cap a Occident ha estat acompanyat d'un deteriorament generalitzat en les relacions amb Rússia, exemplificat recentment per la polèmica entorn de la reubicació del monument soviètic del Soldat de bronze de Tallin.
Estònia s'ha convertit en una ferma defensora de l'enfortiment de la integració europea. La decisió de participar en la preparació d'un impost a les transaccions financeres el 2012 reflecteix aquest gir en la política estoniana cap a la UE.
Un element clau en la reorientació d'Estònia després de recuperar la seva independència ha estat l'enfortiment dels llaços amb els països nòrdics, especialment Finlàndia i Suècia. De fet, els estonians es consideren a si mateixos un poble nòrdic, ja que són un poble finès-ugri com els finlandesos i no bàltic, basant-se en els seus vincles històrics amb Dinamarca i particularment amb Finlàndia i Suècia. El desembre de 1999, el llavors ministre d'Afers Exteriors d'Estònia (i president del país des del 2006), Toomas Hendrik Ilves, va pronunciar un discurs titulat «Estònia com a país nòrdic» a l'Institut Suec d'Aers Internacionals. El 2003, el Ministeri d'Afers Exteriors va organitzar també una exposició anomenada «Estònia: nòrdica amb un toc». El 2005, Estònia es va unir al Grup de combat Nòrdic de la Unió Europea. Així mateix, ha mostrat un interès continu a convertir-se en membre de ple dret del Consell Nòrdic.
Mentre que el 1992 Rússia representava el 92% del comerç internacional d'Estònia, actualment existeix una interdependència econòmica significativa entre Estònia i els seus veïns nòrdics: tres quartes parts de la inversió estrangera a Estònia provenen dels països nòrdics (principalment Finlàndia i Suècia), cap als quals Estònia dirigeix el 42% de les seves exportacions (en comparació amb un 6,5% a Rússia, un 8,8% a Letònia i un 4,7% a Lituània). D'altra banda, el sistema polític estonià, el seu tipus impositiu pla sobre la renda i el seu model no basat en un estat de benestar el distingeixen dels altres països nòrdics, i fins i tot de molts altres països europeus.

## Controvèrsies internacionals

### Qüestions territorials entre Estònia i Rússia

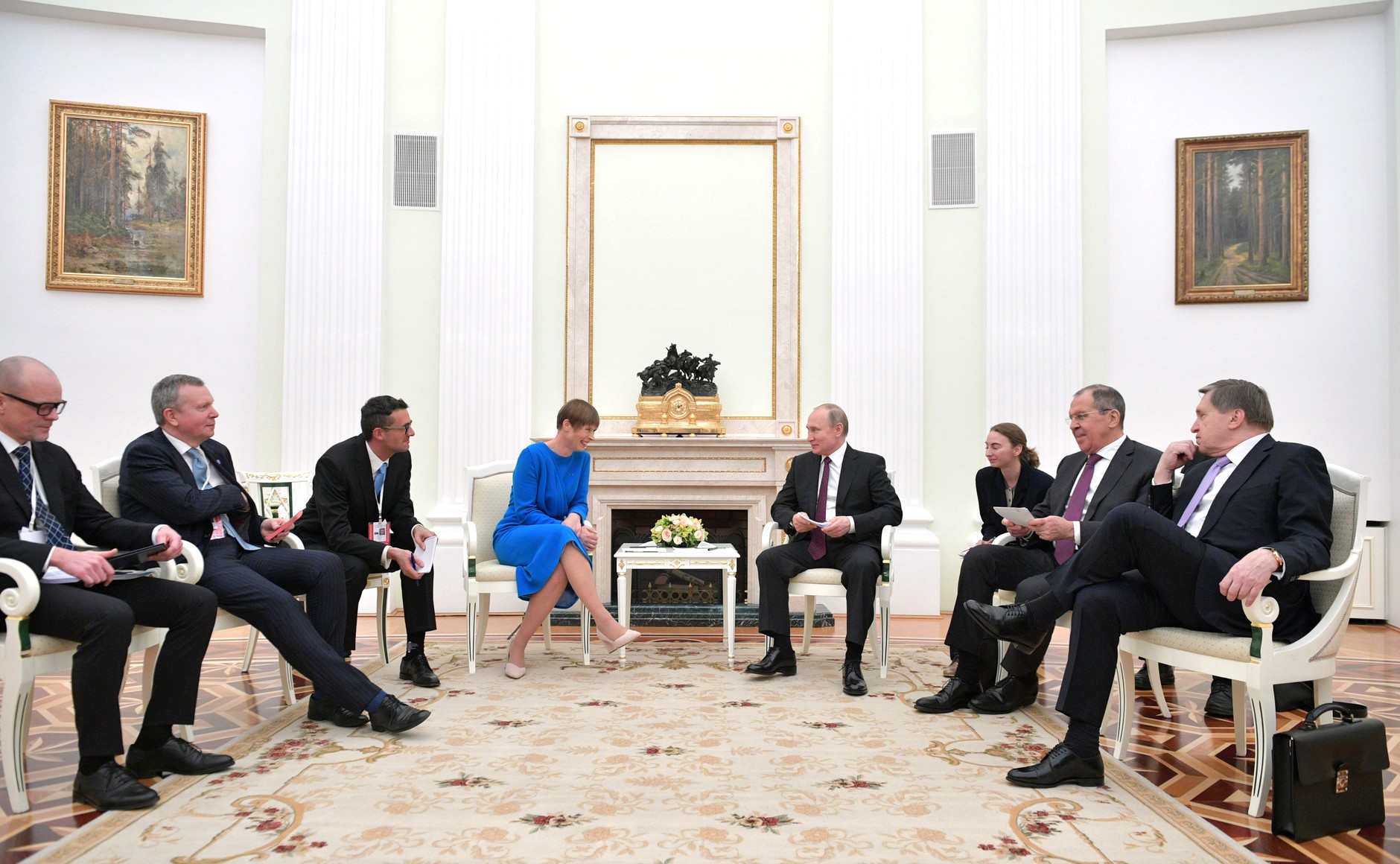
La presidenta estoniana, Kersti Kaljulaid, amb el president rus, Vladímir Putin, a Moscou el 18 d'abril de 2019.

Després de la dissolució de la Unió Soviètica, Estònia esperava la devolució de més de 2.000 quilòmetres quadrats de territori que van ser annexats per Rússia després de la Segona Guerra Mundial el 1945. Aquestes terres annexades es trobaven dins de les fronteres estonianes reconegudes per Rússia al Tractat de Pau de Tartu de 1920. No obstant això, el govern de Borís Ieltsin es va desentendre de tota responsabilitat pels actes comesos per la Unió Soviètica.
Després de la signatura del tractat fronterer per part del ministre d'Afers Exteriors corresponent el 2005, aquest va ser ratificat pel govern i el president d'Estònia. La part russa va interpretar el preàmbul com una possible base per a futures reclamacions territorials per part d'Estònia, i Vladímir Putin va notificar que Rússia no acceptaria tal possibilitat. Les negociacions es van reprendre el 2012 i el tractat va ser signat el febrer de 2014. La ratificació encara està pendent.

## Relacions internacionals

### Multilateral
- : Estònia va ingressar a la Unió Europea com a membre de ple dret l'1 de maig de 2004.[12]
- : Estònia va ingressar a l'OTAN com a membre de ple dret el 29 de març de 2004.[1]

### Àfrica
- : Egipte va reconèixer Estònia per primera vegada el 1937 i la va tornar a reconèixer el 6 de setembre de 1991.[13]
- : Etiòpia està acreditada davant d'Estònia des de la seva ambaixada a Brussel·les (Bèlgica).[14]
- : Ambdós països van establir relacions diplomàtiques el setembre de 2012.[15]
- : Estònia està acreditada davant del Marroc des de la seva ambaixada a Lisboa (Portugal).[16]
- : Sud-àfrica està acreditada davant d'Estònia des de la seva ambaixada a Estocolm (Suècia).

### Amèrica del Sud, del Nord i Central
- : Argentina està acreditada davant d'Estònia des de la seva ambaixada a Hèlsinki, Finlàndia.[17]
- : Ambdós països van establir relacions diplomàtiques el 5 de maig de 1999.[18]
- : Bolívia està acreditada davant d'Estònia des de la seva ambaixada a Estocolm (Suècia).
- : Estònia està acreditada davant del Brasil des del seu Ministeri d'Afers Exteriors a Tallinn.[19]
- : Estònia té una ambaixada a Ottawa.[20]
- : Xile va reconèixer Estònia per primera vegada el 22 de setembre de 1921. Xile va tornar a reconèixer Estònia el 28 d'agost de 1991 i les relacions diplomàtiques entre ambdós països es van establir el 27 de setembre de 1991.[21][22][23] El 2 de desembre de 2000 va entrar en vigor un acord d'exempció de visats entre Estònia i Xile. Ambdós països també tenen en vigor un Memoràndum de cooperació entre els Ministeris d'Afers Exteriors i s'estan preparant acords de cooperació cultural, turística i informàtica.[21]
- : Colòmbia defineix Estònia com un aliat important i un actor clau en l'adhesió de Colòmbia a l'OCDE i la ratificació de l'Acord Comercial Colòmbia-Unió Europea.[24]
- : Costa Rica no està acreditada davant d'Estònia.[25]
- : Cuba està acreditada davant d'Estònia des de la seva ambaixada a Hèlsinki, Finlàndia.[26]
- : Estònia té una ambaixada a Washington D.C. i consolats generals a Nova York i San Francisco.[27]
- : El Salvador està acreditat davant d'Estònia des de la seva ambaixada a Estocolm, Suècia.
- : Ambdós països van establir relacions diplomàtiques el 19 d'abril de 1997.[28]
- : Mèxic està acreditat davant d'Estònia des de la seva ambaixada a Hèlsinki (Finlàndia) i manté un consolat honorari a Tallinn.[29]
- : El Perú està acreditat davant d'Estònia des de la seva ambaixada a Hèlsinki (Finlàndia) i manté un consolat honorari a Tallinn.[30]
- : Ambdós països van establir relacions diplomàtiques el 23 de setembre de 2009.[31]
- : Estònia no està acreditada davant de l'Uruguai.
- : Estònia no està acreditada a Veneçuela.

### Oceania
- : Austràlia està acreditada davant d'Estònia a través d'una ambaixada a temps parcial a Tallinn des del 2018.[32]
- : Estònia està acreditada davant de Nova Zelanda des de la seva ambaixada a Canberra (Austràlia).[33]
- : Ambdós països van establir relacions diplomàtiques el 23 de gener de 2009.[34]
- : Ambdós països van establir relacions diplomàtiques el 13 de març de 2015.[35]

### Àsia
- - Afganistan està acreditat davant d'Estònia des de la seva ambaixada a Varsòvia (Polònia).[36]
  - Estònia està acreditada davant de l'Afganistan des del seu Ministeri d'Afers Exteriors a Tallinn.
- - Armènia està acreditada davant d'Estònia des de la seva ambaixada a Varsòvia (Polònia) i un consolat honorari a Tallinn.[37]
  - Estònia està acreditada davant d'Armènia des de la seva ambaixada a Tiflis (Geòrgia) i a través d'un consolat honorari a Erevan.[38]
  - A Estònia viuen uns 2000 descendents d'armenis.[39]
  - Ambdós països són membres de ple dret del Consell d'Europa.[40]
- - Estònia va reconèixer la independència de l'Azerbaidjan el 20 de febrer de 1992.[41]
  - Les relacions diplomàtiques entre l'Azerbaidjan i Estònia estan establertes des del 20 d'abril de 1992.[42]
  - L'Azerbaidjan té una ambaixada a Tallinn.
  - Estònia té una ambaixada a Bakú.
  - Ambdós països són membres de ple dret del Consell d'Europa.[40]
- : Cambodja està acreditada davant d'Estònia des de la seva ambaixada a Moscou (Rússia).
- : El juny de 2020, Estònia es va oposar obertament a la Llei de Seguretat Nacional de Hong Kong.[43]
- : Ministeri d'Afers Exteriors d'Estònia sobre les relacions amb Geòrgia.[44]

## Europa
| País                 | Inici de les relacions formals | Notes |
| -------------------- | ------------------------------ | --- |
| Albània              | 1 gener 1992                   | - Albània està acreditada a Estònia per la seva ambaixada a Varsòvia, Polònia. - Estònia està acreditada a Albània des de la seva ambaixada a Atenes, Grècia. |
| Àustria              | 26 juny 1921                   | Àustria va reconèixer Estònia el 26 de juny de 1921. - Ambdós països van restablir les relacions diplomàtiques el 8 de gener de 1992. - Àustria té una ambaixada a Tallinn. - Estònia té una ambaixada a Viena. - Tots dos països són membres de ple dret de la Unió Europea. |
| Bielorússia          | 6 abril 1992                   | - Bielorússia té una ambaixada a Tallinn. - Estònia té una ambaixada a Minsk. |
| Bèlgica              | 26 gener 1921                  | - Bèlgica està acreditada a Estònia per la seva ambaixada a Hèlsinki, Finlàndia. - Estònia té una ambaixada a Brussel·les. - Tots dos països són membres de ple dret de la Unió Europea i de l'OTAN. |
| Bòsnia i Hercegovina | 8 febrer 1993                  | - Bòsnia està acreditada a Estònia per la seva ambaixada a Estocolm, Suècia. - Estònia està acreditada a Bòsnia per la seva ambaixada a Budapest, Hongria. |
| Bulgària             | 20 maig 1921                   | - Bulgària va reconèixer Estònia el 20 de maig de 1921 i va tornar a reconèixer Estònia el 26 d'agost de 1991. - Bulgària està acreditada a Estònia per la seva ambaixada a Hèlsinki, Finlàndia i manté un consolat honorari a Tallinn. - Estònia està acreditada a Bulgària per la seva ambaixada a Bucarest, Romania i té un consolat honorari a Sofia. - Tots dos països són membres de ple dret de la Unió Europea i de l'OTAN. |
| Croàcia              | 2 març 1992                    | - Croàcia està acreditada a Estònia per la seva ambaixada a Hèlsinki, Finlàndia. - Estònia està acreditada a Croàcia des de la seva ambaixada a Praga, República Txeca. - L'any 2000 els dos països van acabar mútuament amb els règims de visats per als ciutadans que viatjaven entre els dos estats. El setembre de 2015, el primer ministre d'Estònia Andrus Ansip va fer una visita d'estat a Croàcia en la qual va donar suport al país en el seu camí cap a l'OTAN i la UE. |
| Xipre                | 22 gener 1992                  | - Xipre està acreditat a Estònia per la seva ambaixada a Hèlsinki, Finlàndia. - Estònia està acreditada a Xipre per la seva ambaixada a Atenes, Grècia. - Tots dos països són membres de ple dret de la Unió Europea. |
| República Txeca      | 9 setembre 1991                | - La República Txeca té una ambaixada a Tallinn. - Estònia té una ambaixada a Praga. - Tots dos països són membres de ple dret de la Unió Europea i de l'OTAN. |
| Dinamarca            | 1921                           | - Dinamarca té una ambaixada a Tallinn. - Estònia té una ambaixada a Copenhaguen. - Tots dos països són membres de ple dret de la Unió Europea i de l'OTAN. |
| Finlàndia            | 20 juny 1920                   | - Finlàndia va reconèixer Estònia per primera vegada el 20 de juny de 1920. - Finlàndia té una ambaixada a Tallinn i un consolat honorari a Tartu. - Estònia té una ambaixada a Hèlsinki i sis consolats honoraris a Kotka, Mariehamn, Oulu, Tampere, Turku i Vaasa. - Tots dos països són membres de ple dret del Consell d'Estats de la Mar Bàltica i de la Unió Europea i de l'OTAN. - Estònia i Finlàndia tenen una ambaixada conjunta a Canberra. - Estònia va donar suport plenament a la sol·licitud de Finlàndia per unir-se a l'OTAN, que va donar lloc a l'adhesió el 4 d'abril de 2023. |
| França               | 26 gener 1921                  | - França va reconèixer Estònia el 26 de gener de 1921. França mai va reconèixer l'ocupació soviètica d'Estònia. França va tornar a declarar el seu reconeixement el 25 d'agost de 1991. - Estònia té una ambaixada a París i 4 consolats honoraris (a Lilla, Lió, Nancy i Toulouse). - França té el seu Institut Francès d'Estònia a Tallinn. - Tots dos països són membres de ple dret de la Unió Europea i de l'OTAN. |
| Alemanya             | 28 agost 1991                  | - Estònia té una ambaixada a Berlín. - Alemanya té una ambaixada a Tallinn. - Tots dos països són membres de ple dret de la Unió Europea i de l'OTAN. |
| Grècia               | 19 maig 1922                   | - Grècia va reconèixer Estònia el 19 de maig de 1922. Grècia mai va reconèixer l'annexió soviètica d'Estònia. - Estònia té una ambaixada a Atenes. - Grècia té una ambaixada a Tallinn. - Tots dos països són membres de ple dret de l'OTAN i de la Unió Europea. - Ministeri d'Afers Exteriors d'Estònia sobre les relacions amb Grècia - Relacions amb el Ministeri d'Afers Exteriors de Grècia amb Estònia |
| Santa Seu            | 10 octubre 1921                | - Estònia està acreditada a la Santa Seu pel seu Ministeri d'Afers Exteriors a Tallinn. - La Santa Seu està acreditada a Estònia per la seva nunciatura apostòlica a Vílnius, Lituània. - El setembre de 1993, el Papa Joan Pau II va visitar Estònia. - Ministeri d'Afers Exteriors d'Estònia sobre les relacions bilaterals amb el Vaticà |
| Hongria              | 24 febrer 1921                 | - Hongria va reconèixer Estònia el 24 de febrer de 1921. - Estònia té una ambaixada a Budapest. - Hongria té una ambaixada a Tallinn. - Tots dos països són membres de ple dret de l'OTAN i de la Unió Europea. - Ministeri d'Afers Exteriors d'Estònia sobre les relacions amb Hongria |
| Islàndia             | 30 gener 1922                  | - Islàndia va ser el primer país a reconèixer la independència d'Estònia el 22 d'agost de 1991. - Estònia està acreditada a Islàndia a través de la seva ambaixada a Oslo, Noruega i manté un consolat honorari a Reykjavík. - Islàndia està acreditada a Estònia per la seva ambaixada a Hèlsinki, Finlàndia. - Tots dos països són membres de ple dret de l'OTAN, del Consell d'Europa i del Consell d'Estats de la Mar Bàltica. - Estònia i Islàndia tenen una ambaixada conjunta a Pequín, Xina. |
| Irlanda              | 27 agost 1991                  | - Irlanda va reconèixer Estònia el 27 d'agost de 1991. - Estònia té una ambaixada a Dublín. - Irlanda té una ambaixada a Tallinn. - Tots dos països són membres de ple dret de la Unió Europea. |
| Itàlia               | 26 gener 1921                  | - Itàlia va reconèixer Estònia el 26 de gener de 1921 . Itàlia va tornar a reconèixer Estònia el 27 d'agost de 1991. - Estònia té una ambaixada a Roma. - Itàlia té una ambaixada a Tallinn. - Tots dos països són membres de ple dret de l'OTAN i de la Unió Europea. |
| Kosovo               | 24 abril 2008                  | - Estònia \|reconeix Kosovo el 21 de febrer de 2008. - Estònia està acreditada a Kosovo per la seva ambaixada a Viena, Àustria. - Kosovo està acreditat a Estònia per la seva ambaixada a Estocolm, Suècia. |
| Letònia              | 3 desembre 1918                | - Estònia té una ambaixada a Riga. - Letònia té una ambaixada a Tallinn. - Els dos estats comparteixen 343 km de fronteres comunes. - Gaudeix de relacions properes compartint una història comuna de relacions a l'URSS i sent veïns. |
| Lituània             | 1919                           | - Estònia té una ambaixada a Vílnius. - Lituània té una ambaixada a Tallinn. - Fins al 31 de juliol de 2016, l'ambaixador d'Estònia a Lituània era Toomas Kukk. - Tots dos països estan situats a la regió del Bàltic i són membres de ple dret de l'OTAN i la UE. |
| Luxemburg            | 22 febrer 1923                 | - Luxemburg va reconèixer Estònia el 22 de febrer de 1923 i va reconèixer Estònia el 27 d'agost de 1991.Ambdós països van restablir les relacions diplomàtiques el 29 d'agost de 1991. - Estònia està acreditada a Luxemburg per la seva ambaixada a Brussel·les, Bèlgica i manté un consolat honorari a Ciutat de Luxemburg. - Acord comercial entre Estònia i Bèlgica i Luxemburg (1935) - Acord sobre el transport per carretera entre Estònia, Letònia, Lituània, Bèlgica, Luxemburg i els Països Baixos (va entrar en vigor l'1 de desembre de 1994) - Acord entre Estònia i la Unió Econòmica Belgo-Luxemburguent sobre la Promoció i la Protecció Recíproques de les Inversions (va entrar en vigor el 23 de setembre de 1999) - Acord entre Estònia i els Estats del Benelux sobre readmissió de persones (va entrar en vigor l'1 de febrer de 2005) - Acord per a la Prevenció de la Doble Imposició i la Prevenció de l'Evasió de l'Impost sobre la Renda i el Patrimoni (signat el 23 de maig de 2006) |
| Malta                | 1 gener 1992                   | - Malta va reconèixer Estònia el 26 d'agost de 1991. - Estònia està acreditada a Malta per la seva ambaixada a Roma, Itàlia. - Malta està acreditada a Estònia pel seu Ministeri d'Afers Exteriors a Valletta. - Malta té un consolat honorari a Tallinn. - Tots dos països són membres de ple dret de la Unió Europea. |
| Moldova              |                                | - Moldàvia va reconèixer Estònia el 28 d'agost de 1991 i Estònia va reconèixer Moldàvia el 20 de febrer de 1992. - Estònia té una oficina de l'ambaixada a Chisinau. - Moldàvia té una ambaixada a Tallinn. - Tots dos països són membres de ple dret del Consell d'Europa. - Estònia és un UE membre i Moldàvia és un candidat a entrar-hi. |
| Montenegro           | 13 juny 2006                   | - Estònia està acreditada a Montenegro per la seva ambaixada a Budapest, Hongria. - Montenegro està acreditat a Estònia per la seva ambaixada a Varsòvia, Polònia. - Tots dos països són membres de ple dret de l'OTAN. - Estònia és un UE membre i Montenegro és un candidat a entrar-hi. |
| Països Baixos        | 5 març 1921                    | - Els Països Baixos van reconèixer Estònia el 5 de març de 1921. Després del final de l'ocupació soviètica, els Països Baixos van tornar a reconèixer Estònia el 2 de setembre de 1991. - Estònia té una ambaixada a La Haia. - Els Països Baixos tenen una ambaixada a Tallinn. - Tots dos països són membres de ple dret de l'OTAN i de la Unió Europea. |
| Macedònia del Nord   | 2 març 1995                    | Ambdós països van establir relacions diplomàtiques el 2 de març de 1995. - Estònia està acreditada a Macedònia del Nord per la seva ambaixada a Budapest, Hongria. - Macedònia del Nord té una ambaixada a Tallinn. - Tots dos països són membres de ple dret de l'OTAN. - Estònia és un UE membre i Macedònia del Nord és un és un candidat a entrar-hi. |
| Noruega              | 5 febrer 1921                  | - Noruega va reconèixer Estònia el 5 de febrer de 1921. Noruega mai va reconèixer l'annexió dels Estats Bàltics per la Unió Soviètica. - Estònia té una ambaixada a Oslo i tres consolats honoraris (a Trondheim, Tromsø i Stavanger). - Noruega té una ambaixada a Tallinn. - Tots dos països són membres de ple dret del Consell d'Estats de la Mar Bàltica, el Consell d'Europa i de l'OTAN. |
| Polònia              | 31 desembre 1920               | - Polònia va reconèixer la independència d'Estònia el 31 de desembre de 1920 i la va tornar a reconèixer el 26 d'agost de 1991. - Estònia té una ambaixada a Varsòvia i tres consolats honoraris (a Szczecin, Poznan i Kraków) - Polònia té una ambaixada a Tallinn. - Tots dos països són membres de ple dret del Consell dels Estats del Mar Bàltic, de l'OTAN i de la Unió Europea. |
| Portugal             | 6 febrer 1921                  | - Portugal va reconèixer Estònia de facto el 1918 i de jure el 6 de febrer de 1921. Portugal mai va reconèixer l'ocupació d'Estònia per la Unió Soviètica. Portugal va tornar a reconèixer Estònia el 27 d'agost de 1991. - Estònia té una ambaixada a Lisboa. - Portugal està acreditat a Estònia per la seva ambaixada a Hèlsinki, Finlàndia. - Tots dos països són membres de ple dret de l'OTAN i de la Unió Europea. |
| Romania              | 26 febrer 1921                 | Romania va reconèixer la independència d'Estònia el 26 de febrer de 1921. - Estònia té una ambaixada a Bucarest. - Romania té una ambaixada a Tallinn. - Tots dos països són membres de ple dret de l'OTAN i de la Unió Europea. |
| Rússia               | 2 febrer 1920                  | Rússia va reconèixer Estònia a través del Tractat de Pau de Tartu el 2 de febrer de 1920. Les relacions entre Rússia i Estonia es van restablir el gener de 1991, quan els líders dels dos països, Boris Yeltsin de Rússia i Arnold Rüütel es van reunir el tractat d'Estònia i van signar les dues relacions d'Estònia a Tallin. països després de la anticipada independència d'Estònia de la Unió Soviètica. El tractat permetia triar lliurement la seva ciutadania per a tots els residents permanents d'Estònia en aquell moment. Rússia va tornar a reconèixer la República d'Estònia el 24 d'agost de 1991 després del fallit intent de cop soviètic, com un dels primers països a fer-ho. La Unió Soviètica va reconèixer la independència d'Estònia el 6 de setembre de 1991. Els llaços d'Estònia amb el govern de Boris Eltsin es van afeblir després de la mostra inicial de solidaritat del president rus amb els estats bàltics el gener de 1991. Els problemes relacionats amb la retirada de les tropes russes dels països bàltics i la denegació d'Estònia de la ciutadania automàtica a les persones que es van establir a Estònia el 1940-1991 i els seus descendents ocupen el primer lloc de la llista de punts de disputa. - Estònia té una ambaixada a Moscou i consolats generals a Pskov i Sant Petersburg. - Rússia té una ambaixada a Tallinn i consolats generals a Narva i Tartu.      |
| Sèrbia               | 9 febrer 2001                  | - Estònia està acreditada a Sèrbia per la seva ambaixada a Budapest, Hongria. - Sèrbia està acreditada a Estònia per la seva ambaixada a Hèlsinki, Finlàndia. - Estònia és un UE membre i Sèrbia és un candidat a entrar-hi. |
| Eslovàquia           | 30 març 1993                   | - Estònia va reconèixer Eslovàquia el 15 de gener de 1993. - Estònia està acreditada a Eslovàquia a través de la seva ambaixada a Viena, Àustria. - Eslovàquia està acreditada a Estònia per la seva ambaixada a Hèlsinki, Finlàndia. - Tots dos països són membres de ple dret de l'OTAN i de la Unió Europea. |
| Eslovènia            |                                | - Estònia està acreditada a Eslovènia des de la seva ambaixada a Praga, República Txeca. - Eslovènia està acreditada a Estònia per la seva ambaixada a Riga, Letònia. - Tots dos països són membres de ple dret de l'OTAN i de la Unió Europea. |
| Espanya              | 25 març 1921                   | - Espanya va reconèixer Estònia el 1921. Espanya va renovar el seu reconeixement a Estònia el 27 d'agost de 1991. - Estònia té una ambaixada a Madrid. - Espanya té una ambaixada a Tallinn. - Tots dos països són membres de ple dret de l'OTAN i de la Unió Europea. |
| Suècia               |                                | - Estònia va estar sota domini suec entre 1561 i 1721. - Suècia va reconèixer Estònia el 4 de febrer de 1921. Suècia va reprendre les relacions diplomàtiques amb Estònia el 28 d'agost de 1991. - Estònia té una ambaixada a Estocolm i cinc consolats honoraris (a Eskilstuna, Göteborg, Karlskrona, Malmö i Visby). - Suècia té una ambaixada a Tallinn i dos consolats honoraris (a Narva i Tartu). - Tots dos països són membres de ple dret de la Unió Europea i de l'OTAN. - Estònia va donar suport totalment a la sol·licitud de Suècia per unir-se a l'OTAN, que va donar lloc a l'adhesió el 7 de març de 2024. |
| Suïssa               | 4 setembre 1991                | - Estònia està acreditada a Suïssa per la seva ambaixada a Viena, Àustria. - Suïssa està acreditada a Estònia per la seva ambaixada a Riga, Letònia. |
| Ucraïna              | 4 gener 1992                   | - Ucraïna va reconèixer Estònia el 26 d'agost de 1991. - Estònia té una ambaixada a Kíev. - Ucraïna té una ambaixada a Tallinn. - Estònia és un UE membre i Ucraïna és un candidat a entrar-hi. El marc contractual i jurídic de les relacions entre Ucraïna i Estònia cobreix una àmplia gamma de branques de la cooperació bilateral, com ara política, comercial i econòmica, científica i tècnica, humanitària, policial i altres esferes. Aquesta base està prou ramificada i eficient i inclou 53 documents bilaterals, entre els quals hi ha 3 acords interestatals, 15 intergovernamentals i 35 interdepartamentals. Ucraïna i Estònia reuneixen aspiracions comunes en els àmbits polític, econòmic, social i altres. Reconeixent Ucraïna com la seva prioritat de política exterior, Estònia és un dels partidaris més constants de l'elecció europea d'Ucraïna, va donar suport a la signatura de l'Acord d'Associació d'Ucraïna amb la UE. S'estan desenvolupant intensos contactes bilaterals entre institucions estatals i no governamentals, i la interacció en el marc d'organitzacions internacionals és activa. A nivell estatal, es subratlla constantment l'important paper que juga Ucraïna per garantir l'estabilitat i la seguretat a Europa. Estònia dóna suport a les reformes polítiques i socioeconòmiques a Ucraïna, ofereix una assistència tècnica, financera i humanitària important. |
| Regne Unit           | 5 febrer 1921                  | Estònia va restablir relacions diplomàtiques amb el Regne Unit el 5 de setembre de 1991. - Estònia té una ambaixada a Londres. - El Regne Unit està acreditat a Estònia a través de la seva ambaixada a Tallinn. Tots dos països comparteixen membres comuns del Consell d'Europa, Tribunal Europeu de Drets Humans, Tribunal Penal Internacional, Força expedicionària conjunta, OTAN, OCDE, OSCE i l'Organització Mundial del Comerç. Bilateralment, els dos països tenen un Acord de Cooperació de Defensai un conveni de doble imposició |